# Castell de Bellcaire
El Castell de Bellcaire és un castell del municipi de Bellcaire d'Empordà (Baix Empordà) declarat Bé Cultural d'Interès Nacional.

## Descripció
El castell-palau de Bellcaire, situat a la part alta del poble, és de planta quadrada amb pati central i un recinte exterior de murs atalussats, paral·lels a l'edifici, amb sis torres de planta circular, una a cada angle i dues més al centre dels murs N i W respectivament. Tots els elements de fortificació són força malmesos (les torres més ben conservades són les dels angles SE i SW). Tota l'ala de ponent és ocupada per un cos d'edifici, possiblement l'aula major, formada per quatre arcs diafragma apuntats que inicialment sostenien un enteixinat, substituït en època barroca per una volta de llunetes amb motllures de guix. Actualment fa funcions de parròquia.
A la façana principal del palau (S) hi ha dues portes adovellades i finestres coronelles gòtiques. D'aquest tipus d'obertures, en queden restes als murs del pati central i a la façana occidental. Al costat E sobresurt l'absis poligonal de la primitiva església del castell-palau, possiblement dedicada a Santa Maria. És un edifici d'una sola nau coberta amb volta seguida de canó apuntat, capçada per absis poligonal de cinc panys. La porta principal d'accés (n'hi ha dues més, una a cada mur lateral), des del pati, té tres arcs en degradació. Una filera de mènsules i una altra d'encaixos per damunt d'aquesta portada —i per sota d'una finestra trífora— poden indicar l'existència d'una habitació desapareguda, des d'on els comtes devien assistir als oficis litúrgics. A l'interior hi ha indicis de sepultures. Com tot el castell, hem de considerar aquesta església obra dels segles xiii i xiv. Posteriorment, potser amb el trasllat de la parroquialitat de l'església de Sant Joan (a l'extrem oriental del poble) a la sala major del palau, hi foren fetes reformes.

## Història

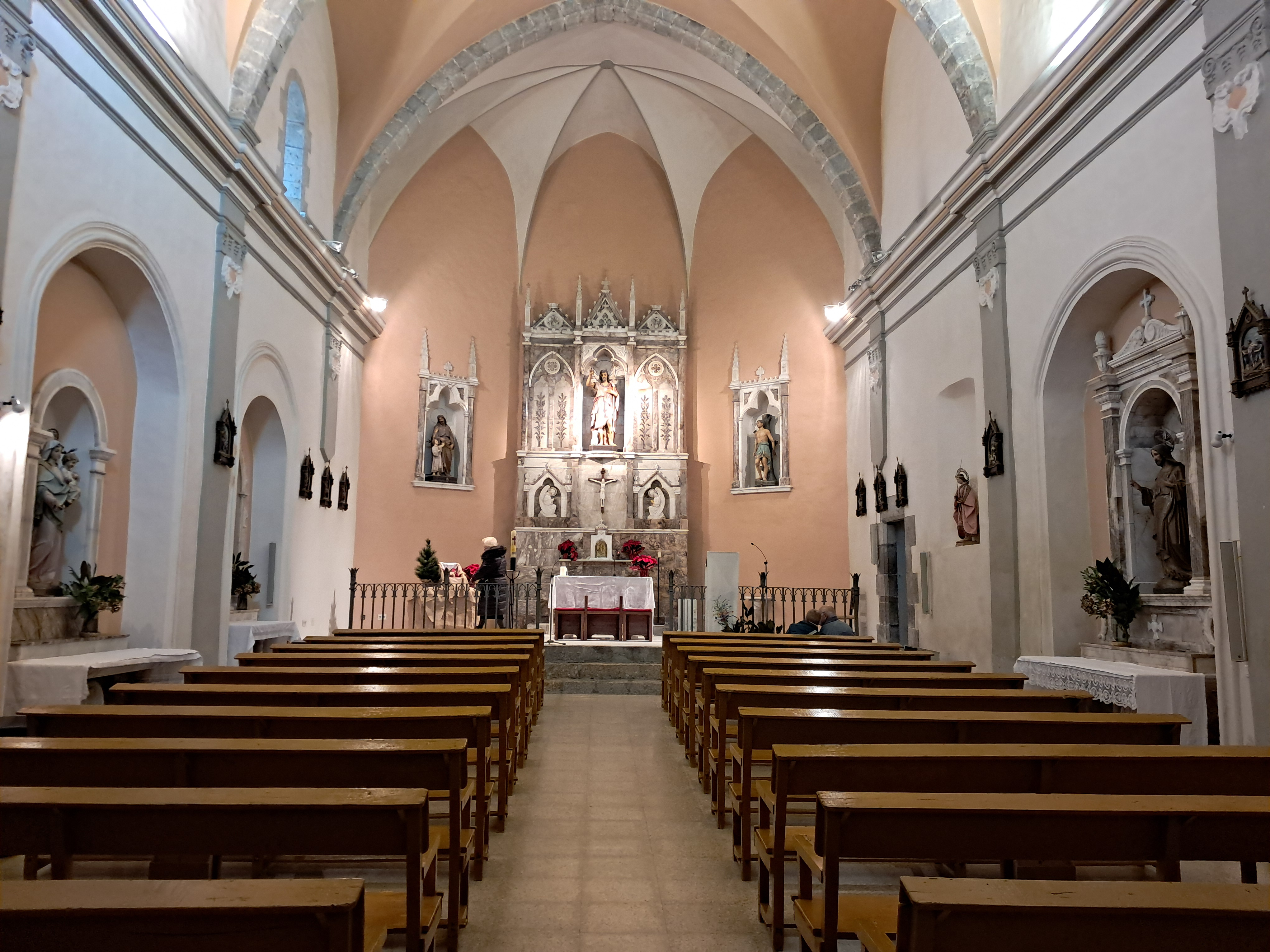
Una part del Castell és ara l'església parroquial del poble

El castell-palau de Bellcaire és obra del comte d'Empúries Ponç V d'Empúries (1277-1313) que hi residí habitualment i possiblement hi fou enterrat. El seu fill, Malgaulí, darrer comte de la primera dinastia emporitana, hi habità també sovint. La construcció d'aquesta fortalesa fou motiu de discòrdia amb el rei Jaume II, pel fet que els Usatges preceptuaven que només el rei podia aixecar fortificacions noves. Molt a prop hi havia, a més, la fortalesa reial del castell del Montgrí i el castell d'Albons, feudatari del rei. El topònim Bellcaire pot tenir l'origen en aquest edifici. documentat el 1309 com a «Bellicadro» (quadrat ben fet), car anteriorment l'indret s'anomenava «Bedenga». El segle xv hi consta la presència d'una comunitat eclesiàstica.
Posteriorment formà part de la baronia de Verges, per la qual cosa no revertí a la corona amb el comtat d'Empúries. Aquesta baronia va pertànyer des del 1418 als vescomtes de Rocabertí i a una línia d'aquest llinatge, la dels barons de Sant Mori. Passà als ducs de Cardona, i el 1587 la baronia fou incorporada a la corona. El 1698, Bellcaire formava part de la batllia reial de Verges.
A tot el conjunt s'endevinen reformes de diverses èpoques. Recentment, tot l'entorn ha estat agençat per la Direcció General d'Arquitectura i Habitatge de la Generalitat de Catalunya.